# Super Rádio Marajoara
A Super Marajoara é uma emissora de rádio brasileira sediada em Belém, capital do estado do Pará, que opera nas frequências de 1130 kHz em amplitude modulada e 4955 kHz em onda tropical. Inaugurada em 1954, integrou os Diários Associados até a década de 1980, quando tornou-se propriedade do político Manoel Ribeiro e, depois, do empresário Carlos Santos, sendo pertencente ao Grupo Marajoara de Comunicação. Sua programação tem formato popular, com atrações noticiosas, esportivas e de entretenimento.

## História
Logo após comprar e reativar o jornal A Província do Pará, o conglomerado de mídia Diários Associados anunciou, em 1947, o lançamento da Rádio Marajoara em Belém, capital paraense,
que obteve a concessão da frequência de 1130 kHz, de prefixo ZYE 20, via decreto federal em 25 de maio de 1951. Com sinal emitido a partir de uma torre no bairro Guamá, utilizada até hoje, a emissora foi inaugurada em 6 de fevereiro de 1954, iniciando suas transmissões às 10 horas com uma mensagem de Frederico Barata, jornalista dirigente dos Diários Associados na região Norte do país. Sua programação era formada por radionovelas, noticiários, programas humorísticos e de auditório, sendo que a estação foi a primeira a contar com um auditório de rádio em Belém, na Praça Justo Chermont, que tinha capacidade para mil pessoas e chegava a acomodar o dobro.
Em 9 de junho de 1958, a Rádio Marajoara recebeu a outorga de uma frequência em onda curta, nos 15245 kHz, que posteriormente foi desativada e declarada perempta em 16 de março de 1978, e em 10 de outubro de 1959, foi autorizada a operar em onda tropical, que segue no ar.
Em julho de 1980, enfrentando uma crise financeira ocasionada pela cassação de canais de televisão, os Diários Associados puseram a venda algumas emissoras de rádio, entre as quais a Rádio Marajoara, comprada um ano depois pelo então deputado federal pelo Pará Manoel Ribeiro. A estação foi vendida novamente, em 1.º de maio de 1982, para o empresário Carlos Santos, passando desde então a integrar seu grupo de comunicação.